# Рашський стиль

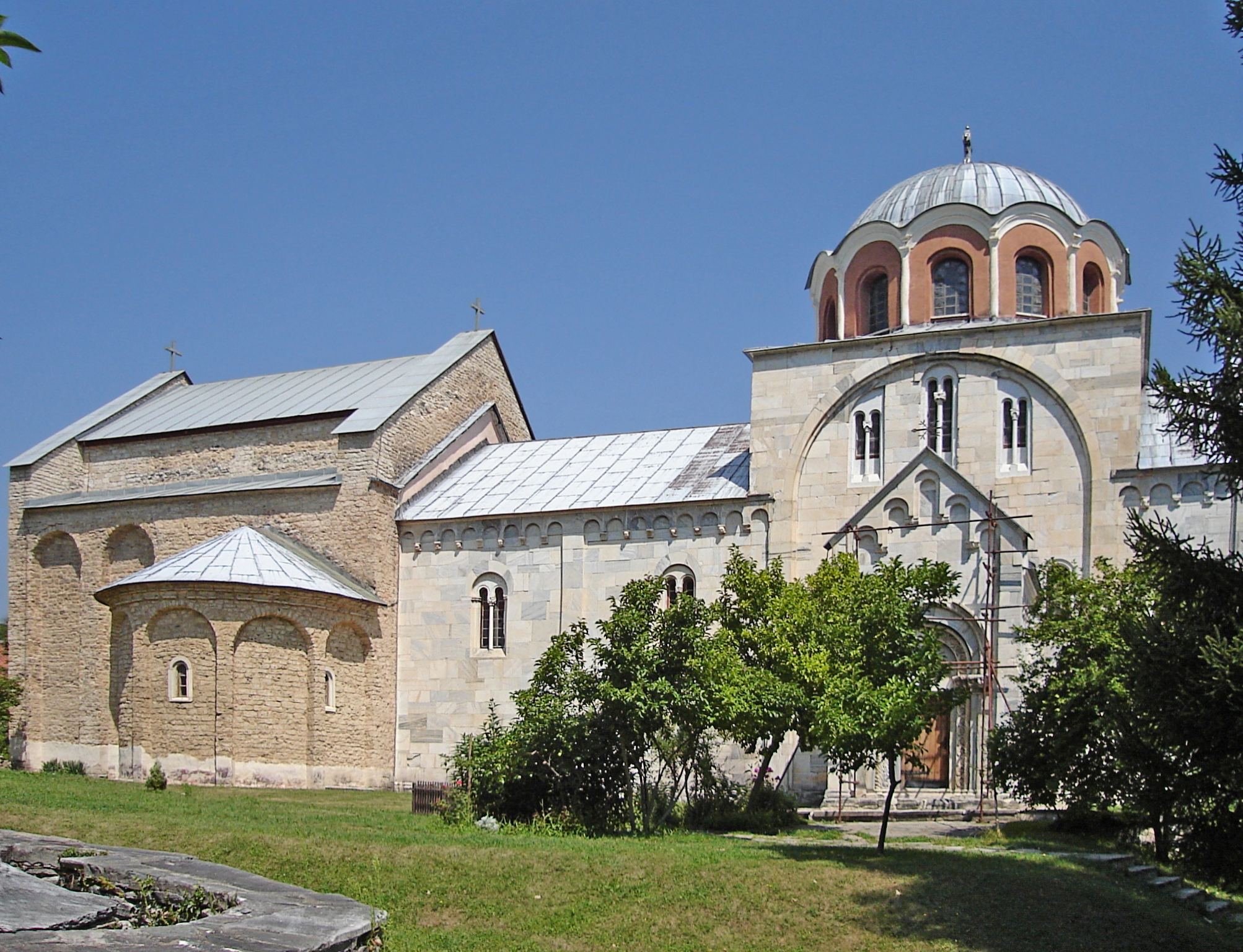
Монастир Студениця

Рашський стиль або Рашська школа (серб. Рашки стил, Рашка школа) — середньовічний стиль в сербській архітектурі. Розквіт стилю тривав з 70-х років XII століття до кінця XIII століття. Стиль отримав назву від річки Рашка, від якої згодом отримала свою назву сербська держава Рашка.

## Опис
Як і багато інших стилів у архітектурі Балкан рашський стиль походить від візантійського, але відрізняється значною аскетичністю. Головною особливістю цього стилю є опуклий склепінчастий неф базиліки з одним куполом. Зовнішній вигляд будівлі виконувався, як правило, в романському стилі під впливом архітектури Адріатичного узбережжя контролювався Неманічами (міста Котор, Дубровник). На час розквіту рашського стилю в архітектурі розпочалася так звана Золота доба сербської живопису в розпису храмів. На зміну рашському стилю в сербській архітектурі прийшов вардарский стиль.

## Найбільш відомі споруди
- Монастир Студениця
- Монастир Хіландар
- Монастир Жича

## Галерея

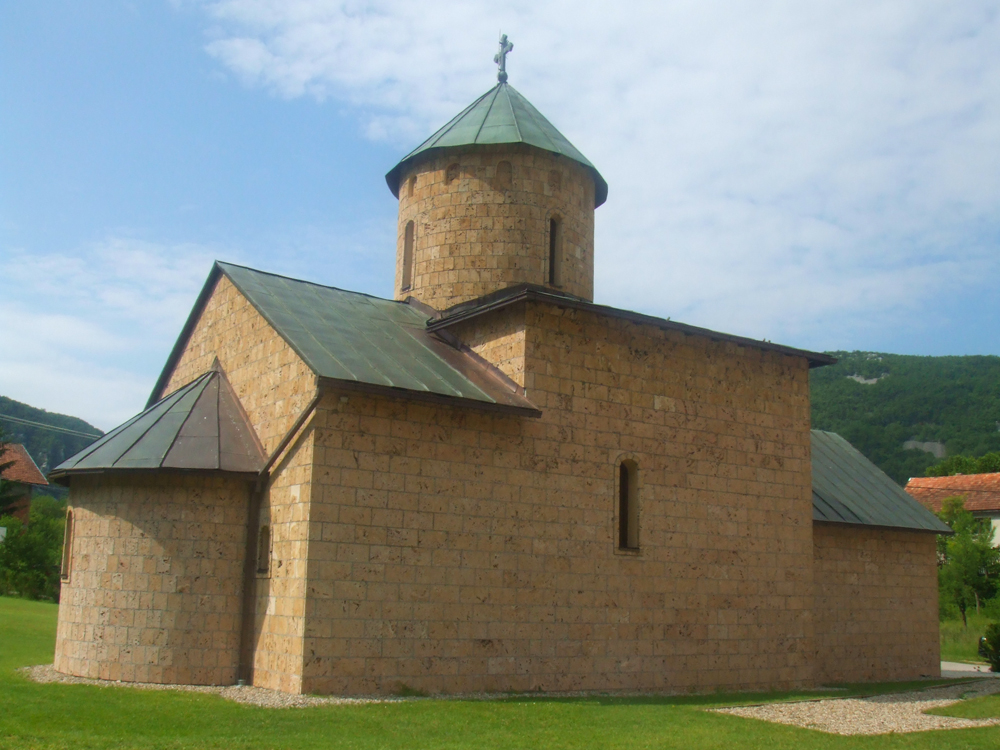
Монастир Рмань, побудований в 1443 році
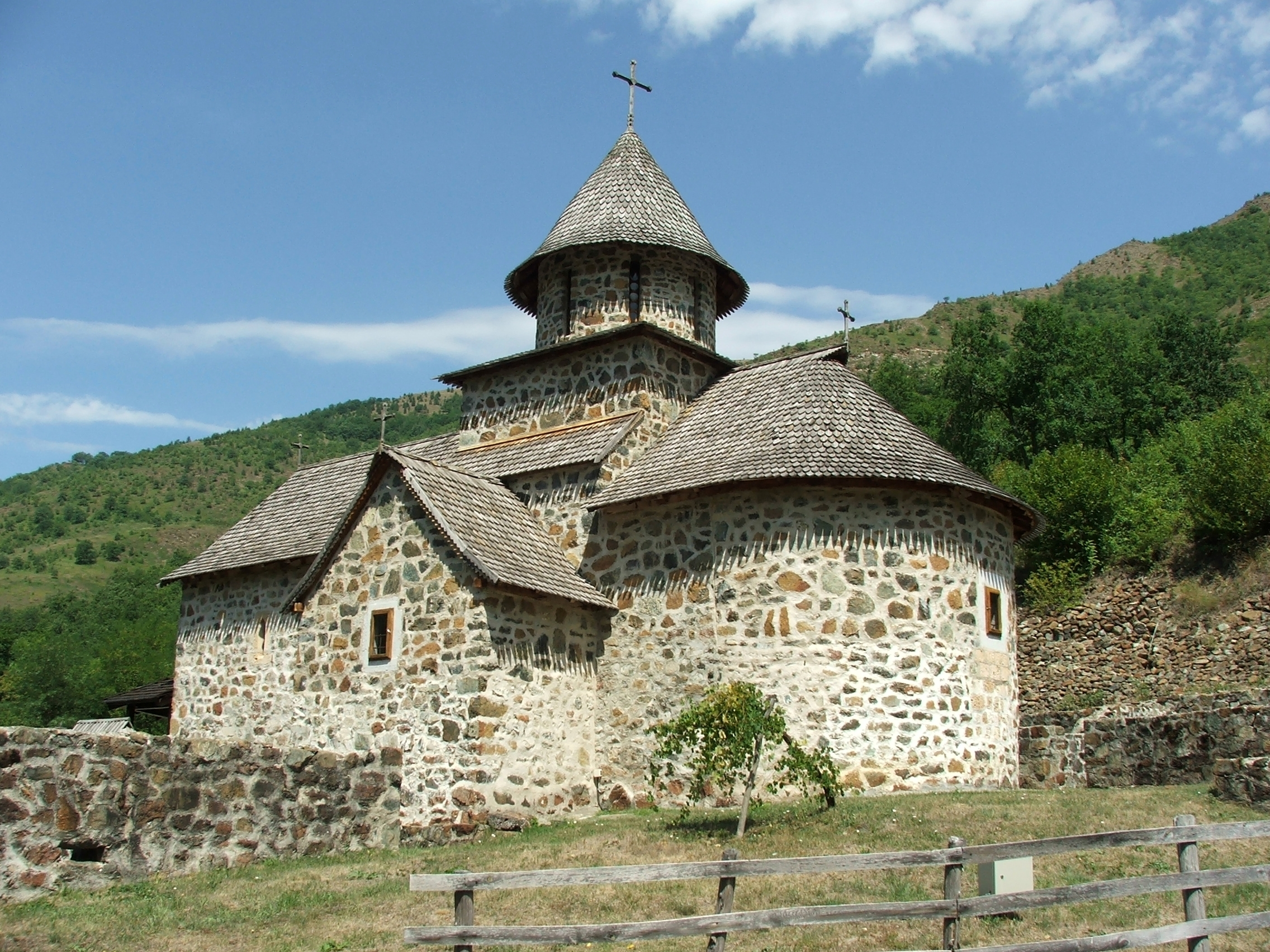
Монастир Увак
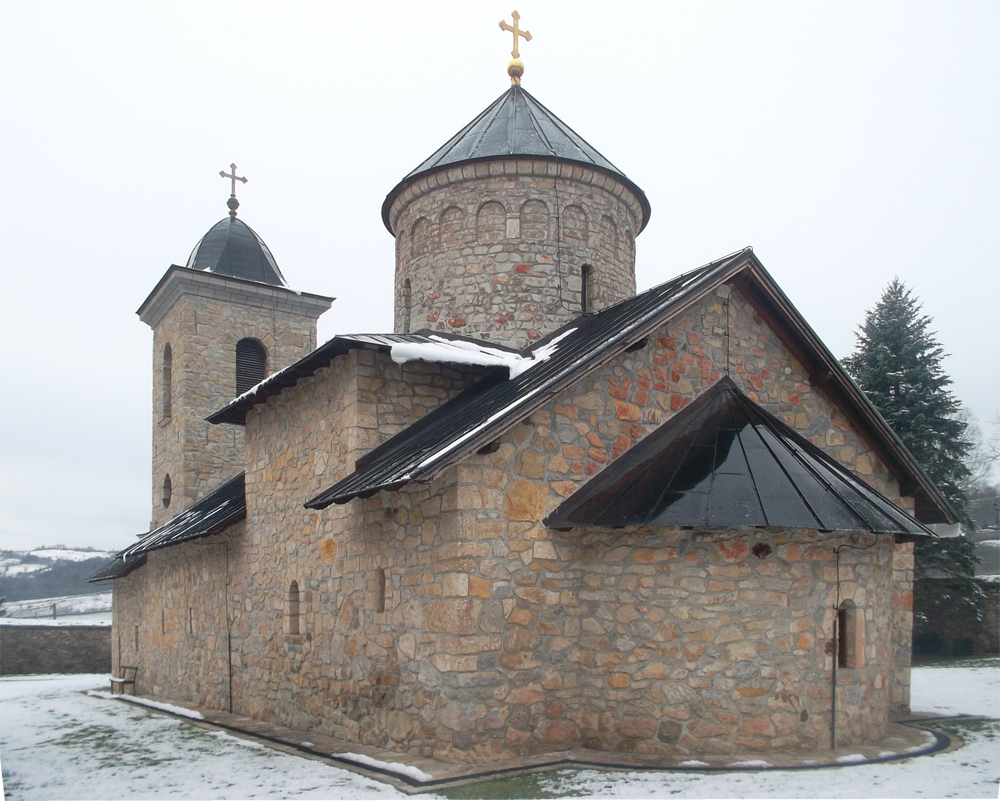
Монастир Гоміоніка. Храм Воздвиження Пресвятої Богородиці
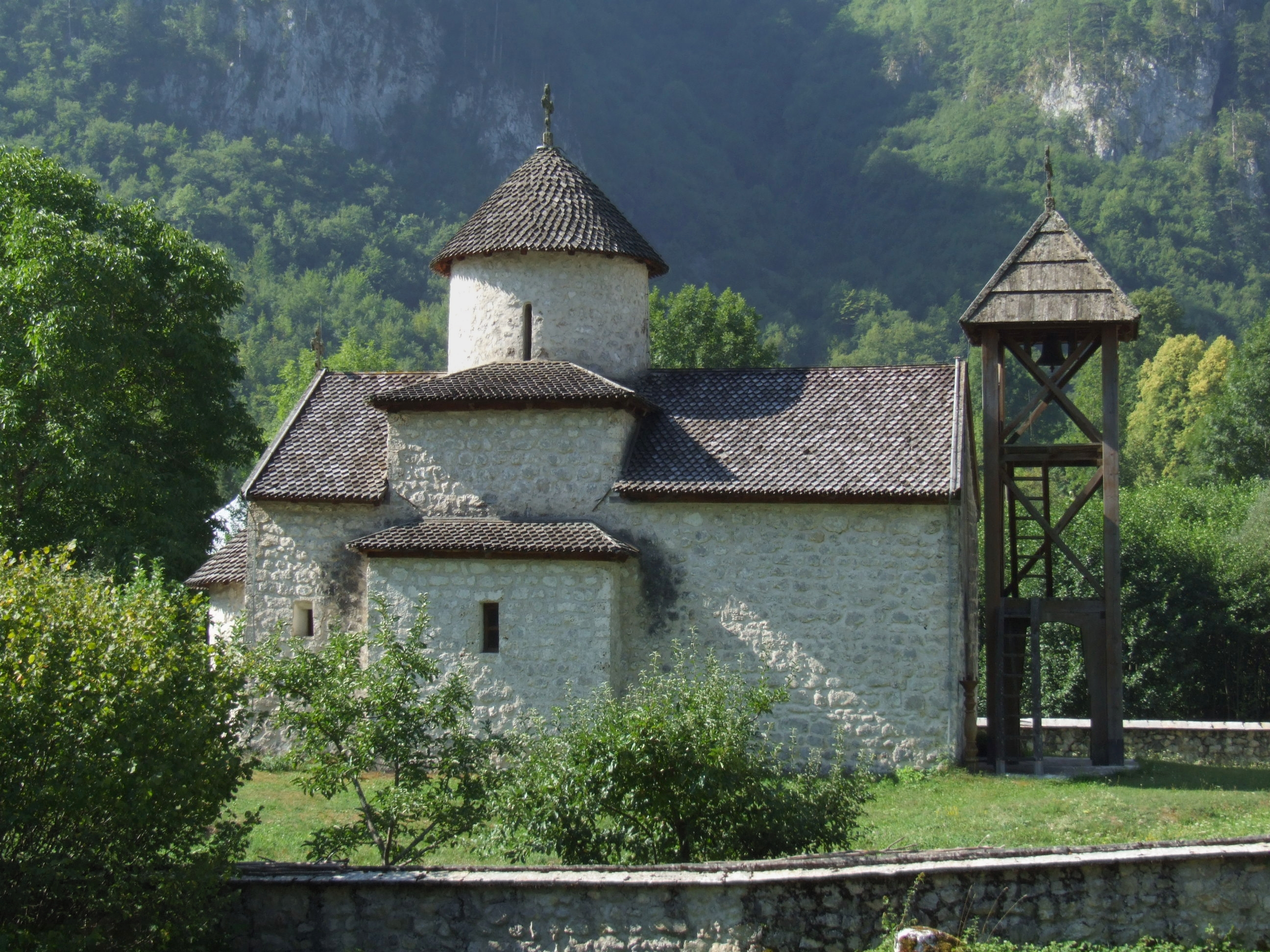
Монастир Добріловіна
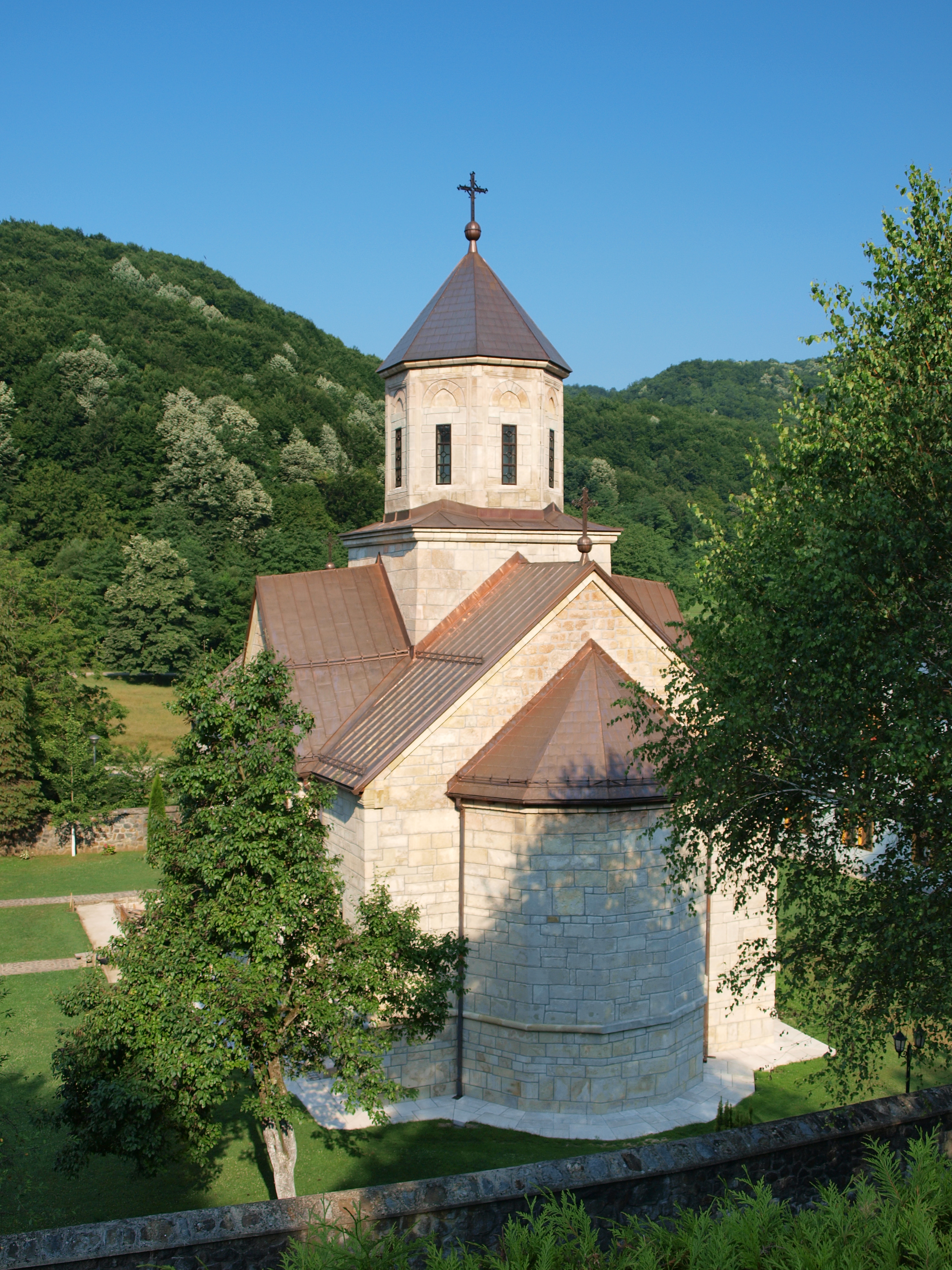
Монастир Моштаниця знаходиться недалеко від Козарської Дубиці
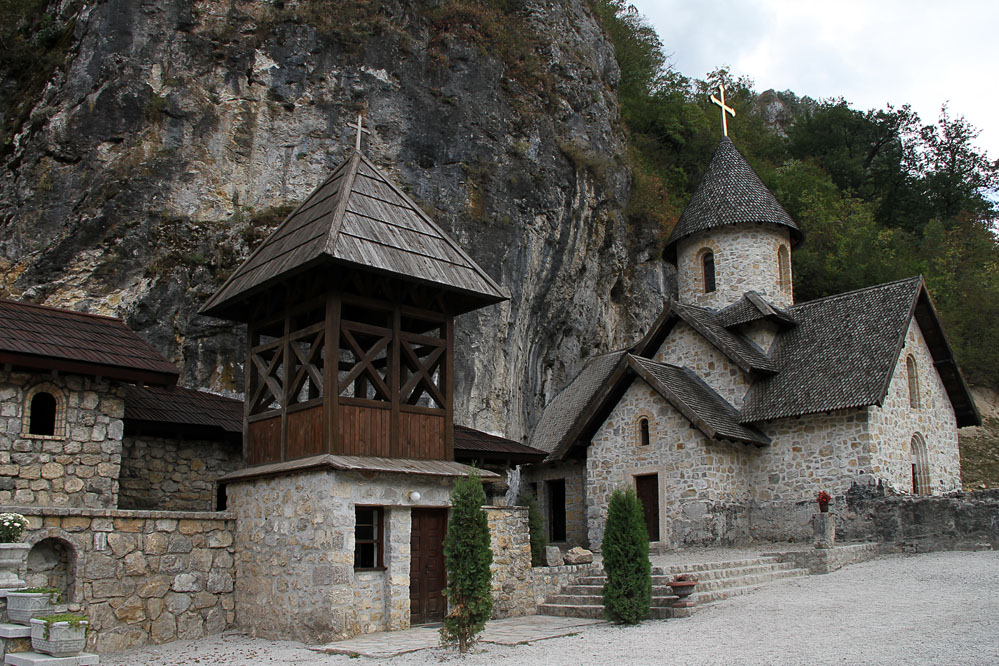
Монастир Куманіца
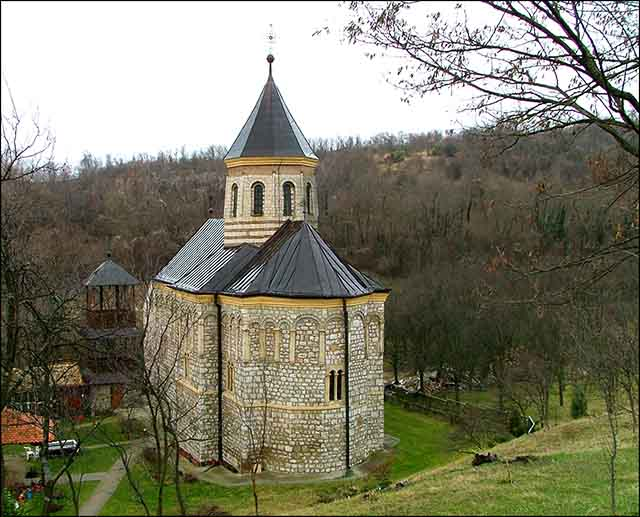
Монастир Мала Ремата
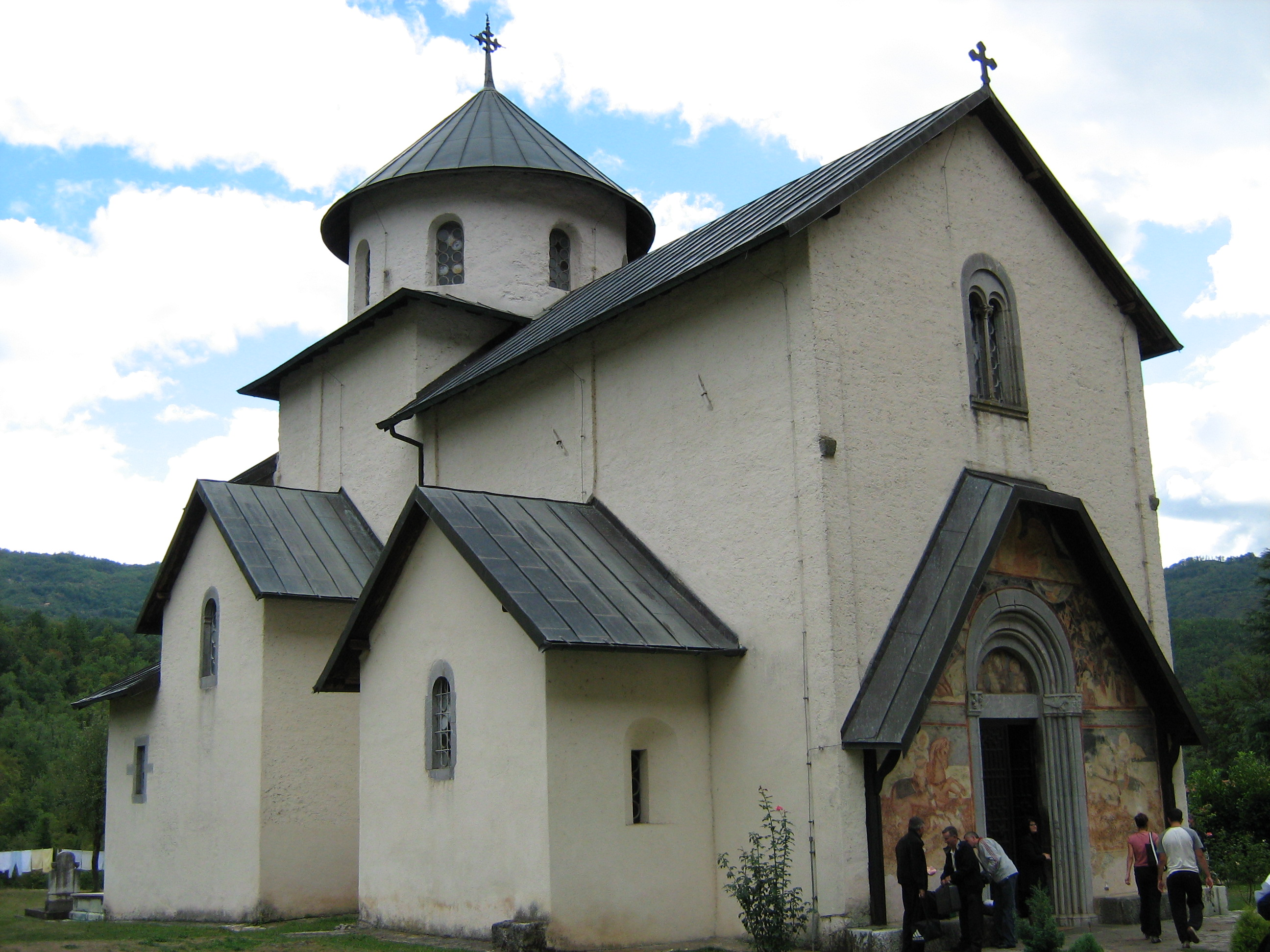
Монастир Морача, побудований у 1252 році Стефаном Вукановичем Неманієм